# Pogonomyrmex odoratus
Pogonomyrmex odoratus är en myrart som beskrevs av Kusnezov 1949. Pogonomyrmex odoratus ingår i släktet Pogonomyrmex och familjen myror. Inga underarter finns listade i Catalogue of Life.

## Bildgalleri

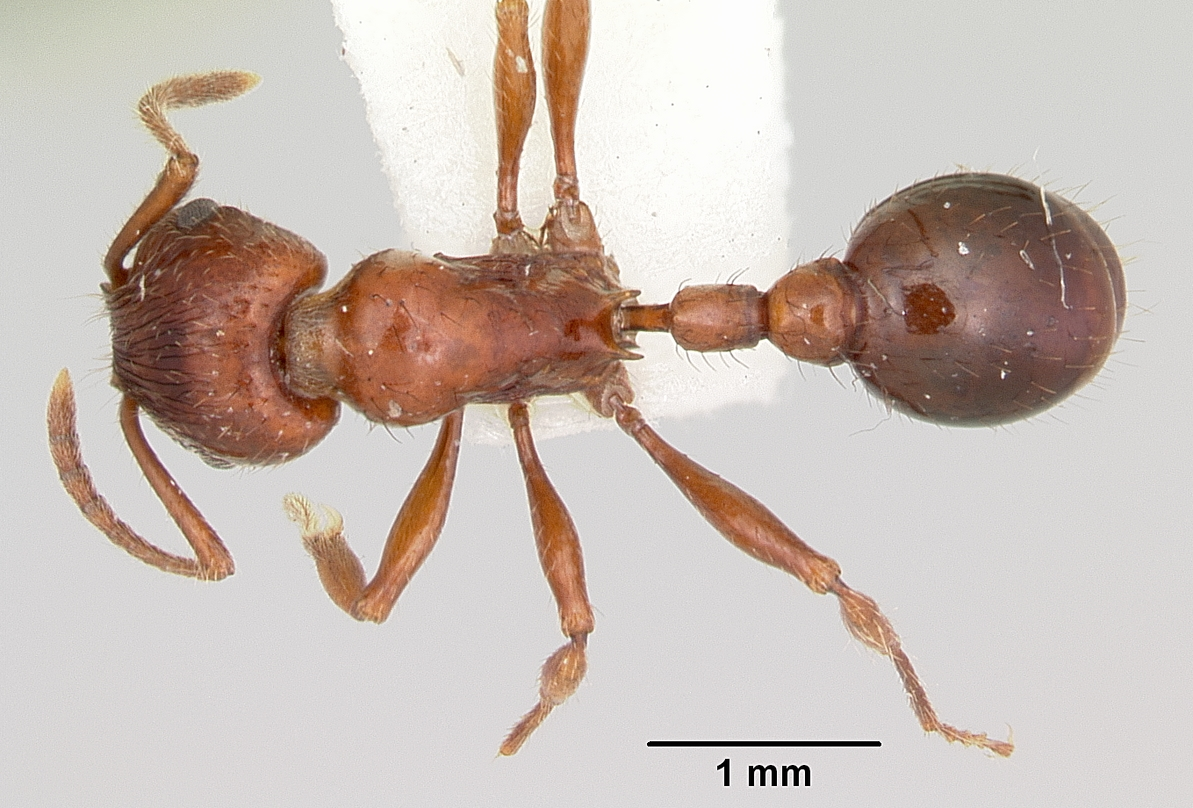
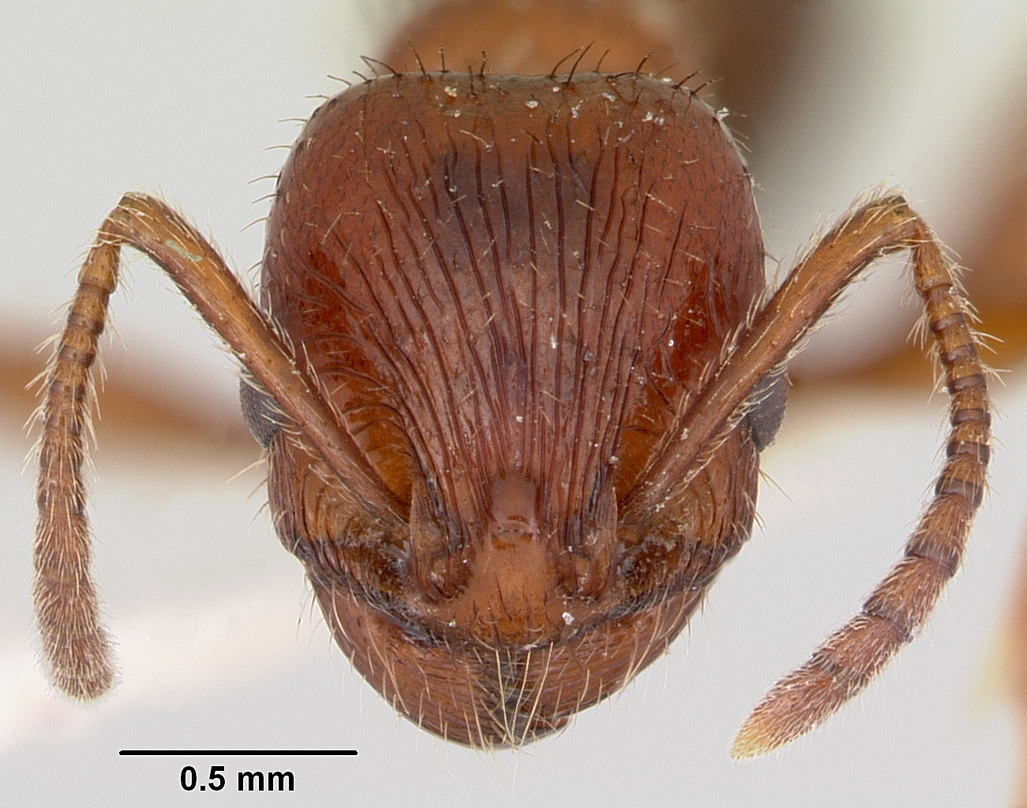
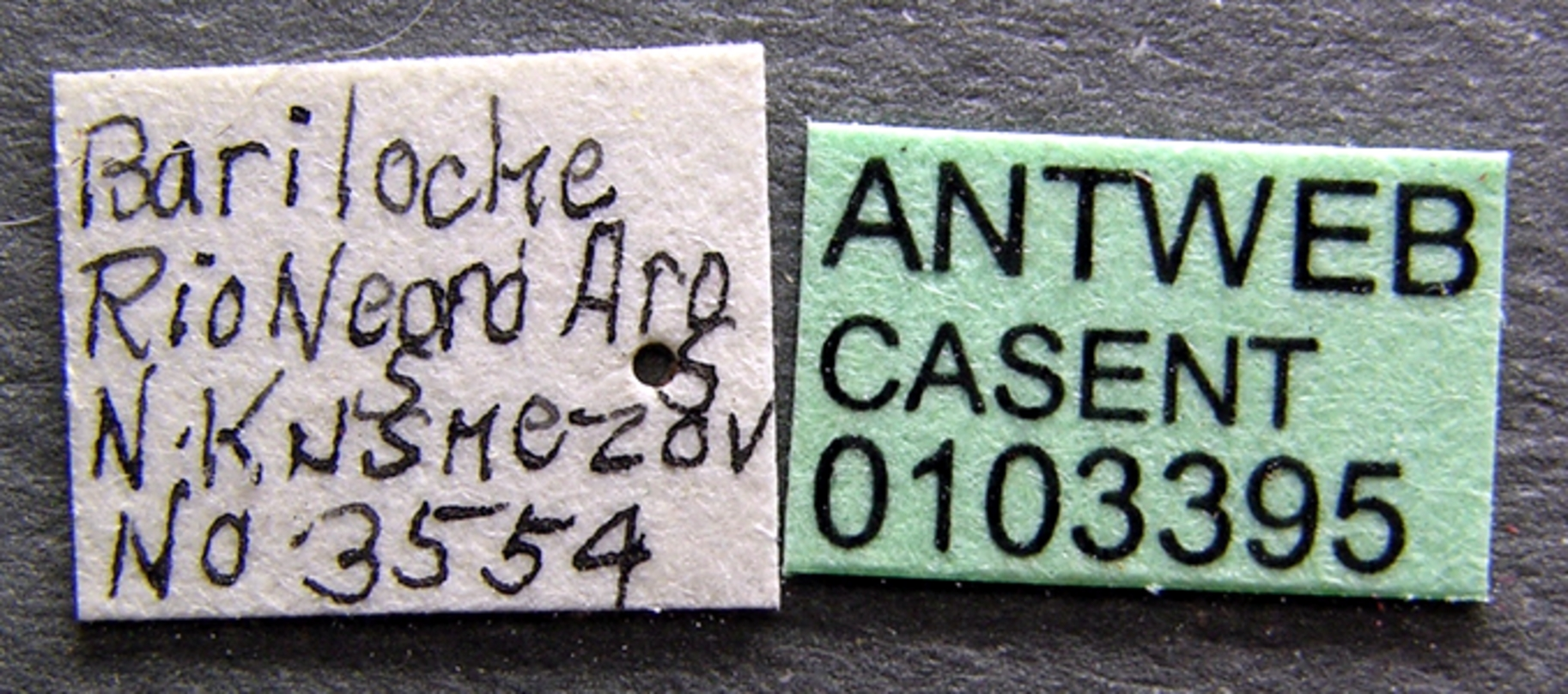
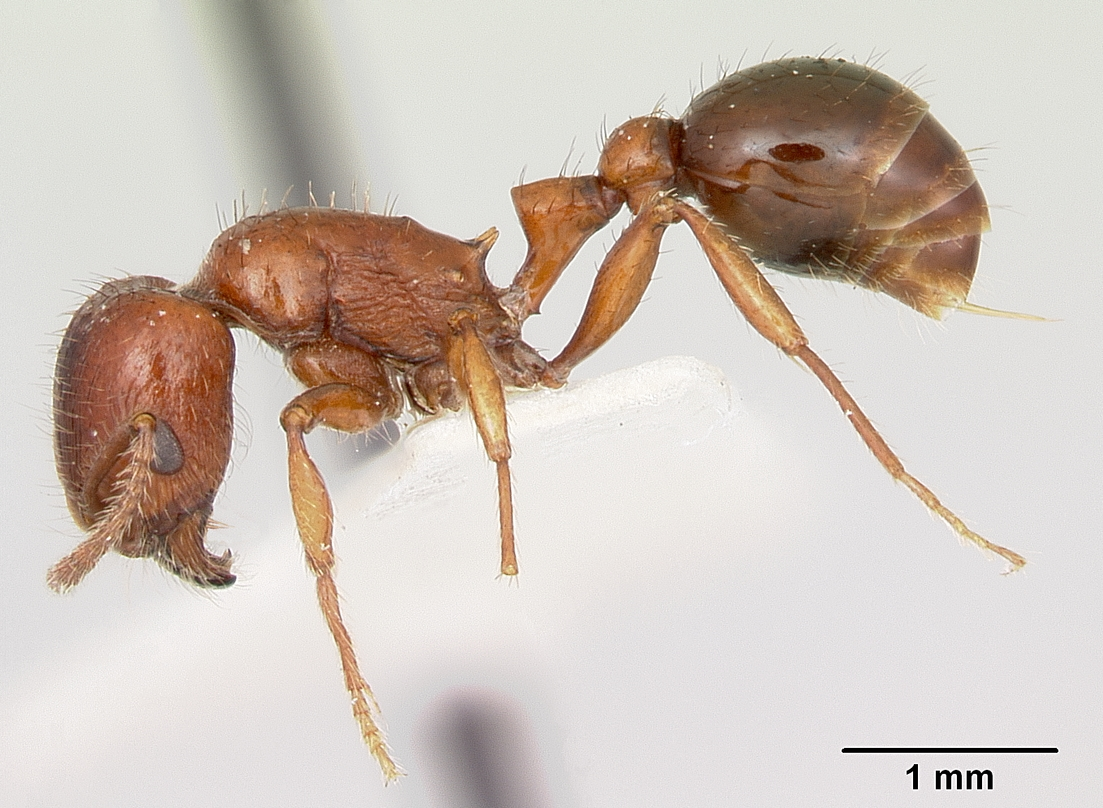
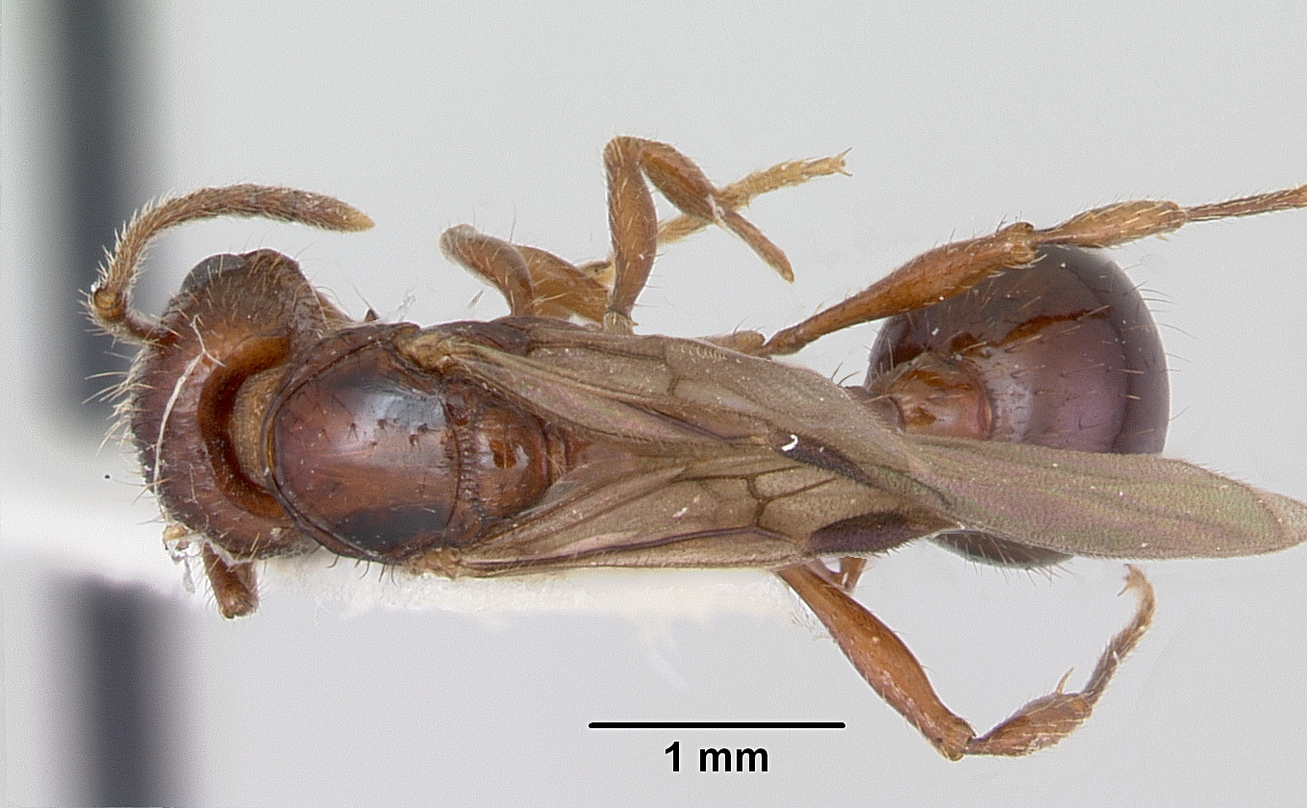
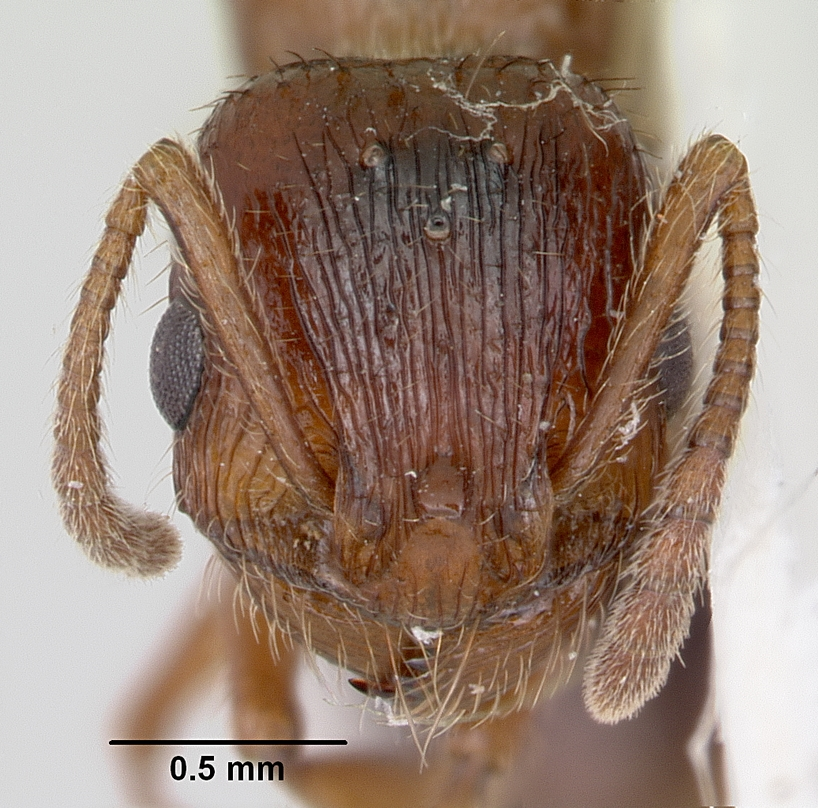